# Belcredi (famiglia)
Conti Belcredi, antica famiglia aristocratica lombarda, che nel XVIII secolo risiedeva in Moravia.

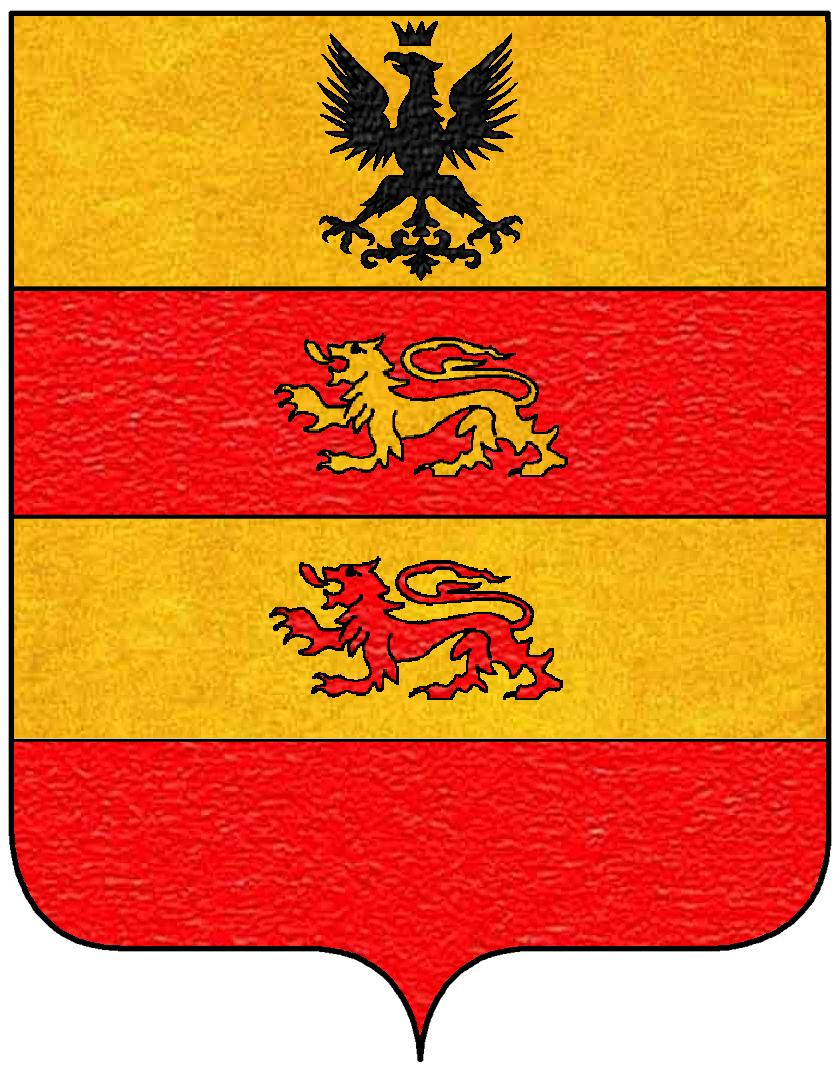
Stemma Belcredi

## Storia
I Belcredi sono una famiglia nobiliare di origine italiana appartenente alla nobiltà patrizia della città di Pavia. In un documento, Simone de Belcredo compare per la prima volta a Pavia nel 1226. La serie dei discendenti inizia con Riccardo Belcredi (1353).
Nel 1470 Antonio, nobile di corte, ricevette in feudo il castello di Montalto da Galeazzo Maria Sforza, duca di Milano. A Pavia i membri della famiglia erano membri del governo e ricoprirono alti incarichi onorari fino alla metà del XVI secolo, come attesta un documento dell'imperatore Carlo V conservato a Pavia. 
Il 13 maggio 1667 i fratelli Giovanni Domenico e Giovanni Battista Belcredi, entrambi medici, quest'ultimo anche professore di medicina all'Università di Pavia, vennero insigniti dall'imperatore Leopoldo I del titolo di cavalieri dell'Ordine dello Speron d'oro.
Il 15 maggio 1726 i feudi di Robbio, Vinzaglio, Casalino e Pizinengo furono assegnati a Don Carlo Belcredi a Vienna per stabilire il titolo di marchese, assegnato il 7 luglio 1721.
La moglie del marchese Pio Belcredi, Maria Ernestina von Lestwitz, diede al marito due figli: Gasparo e Antonio. Gasparo (che fu docente di diritto nell'ateneo pavese, del quale fu due volte rettore) ereditò i beni di famiglia secondo la legge primogenita, il fratello se ne andò a mani vuote. Ecco perché Antonio decise a metà del XVIII secolo di emigrare in Austria-Ungheria, dove inizialmente si stabilì in Boemia. Aveva sposato Maria Theodora (Theodolinde) baronessa von Frey Rock, a Vienna. Ereditò il castello di Lösch (Líšeň) (ora nella città di Brno) in Moravia attraverso sua moglie e appartenne ai Belcredi fino a quando non fu confiscato nel 1945 e fu restituito dopo il 1989 a causa delle leggi di restituzione nella Repubblica Ceca. Parte della documentazione della famiglia è conservata nel Fondo Belcredi (1332- 1795) dell'archivio di Stato di Pavia.

## Stemma
alias

## Esponenti illustri

### Italiani

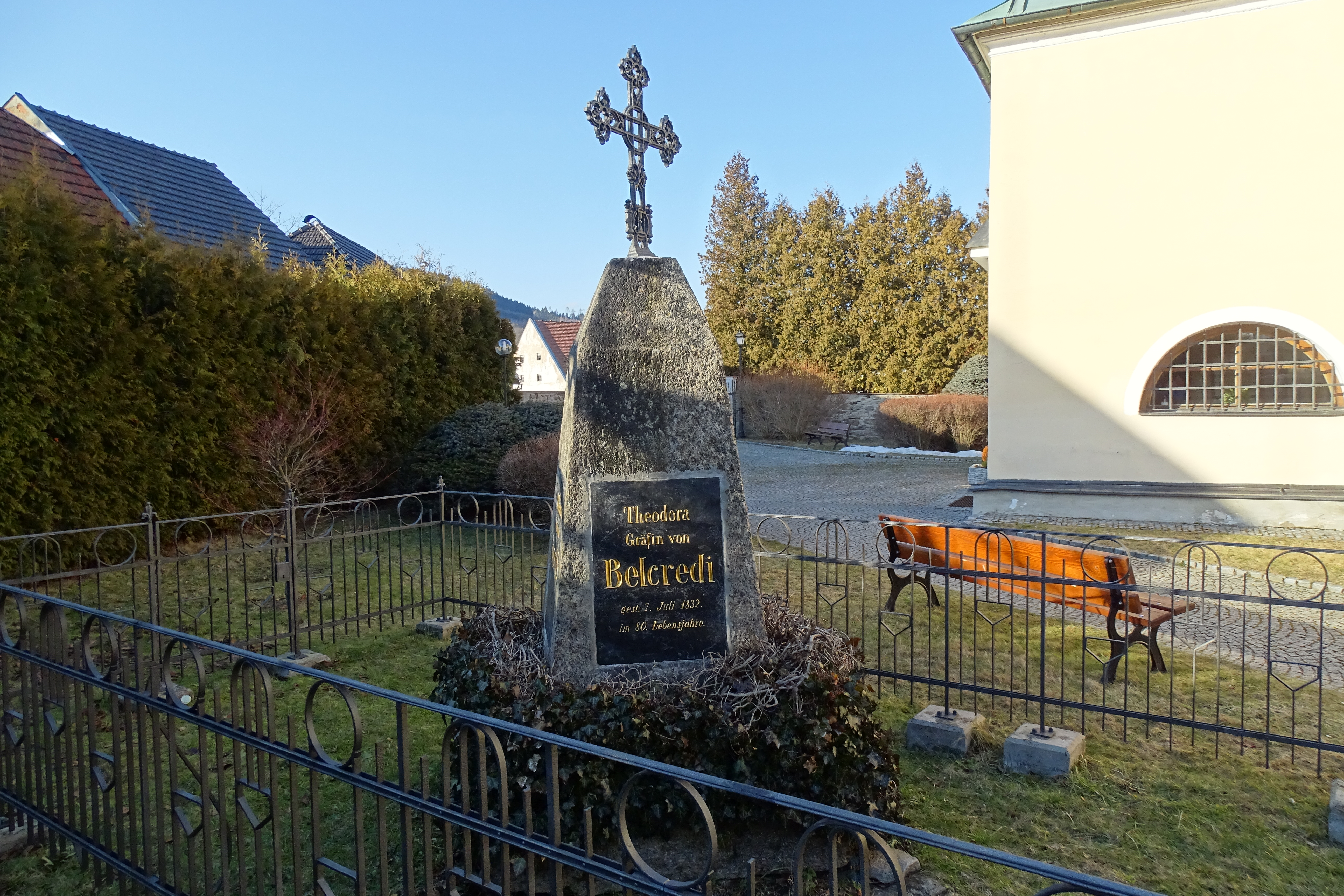
Hrob rodiny Belcredi v Jimramově (Česká republika)

- Hrob rodiny Belcredi v Jimramově (Česká republika)Antonio Belcredi (XIV secolo), al servizio del duca di Milano
- Filiberto Belcredi (1558-1611), vescovo designato di Tortona[6]
- Luigi Belcredi (XVII secolo), senatore
- Francesco Maria Belcredi (XVII secolo), figlio di Luigi, marchese
- Gaetani Belcredi (1751-?), religioso
- Giuseppe Gaspare Belcredi (XVIII secolo), giurista

### Austriaci
- Egbert Belcredi (1816-1894), ufficiale austriaco
- Richard Belcredi (1823-1902), politico austriaco, governatore della Boemia
- Carl Michael Belcredi (1939), giornalista

## Proprietà

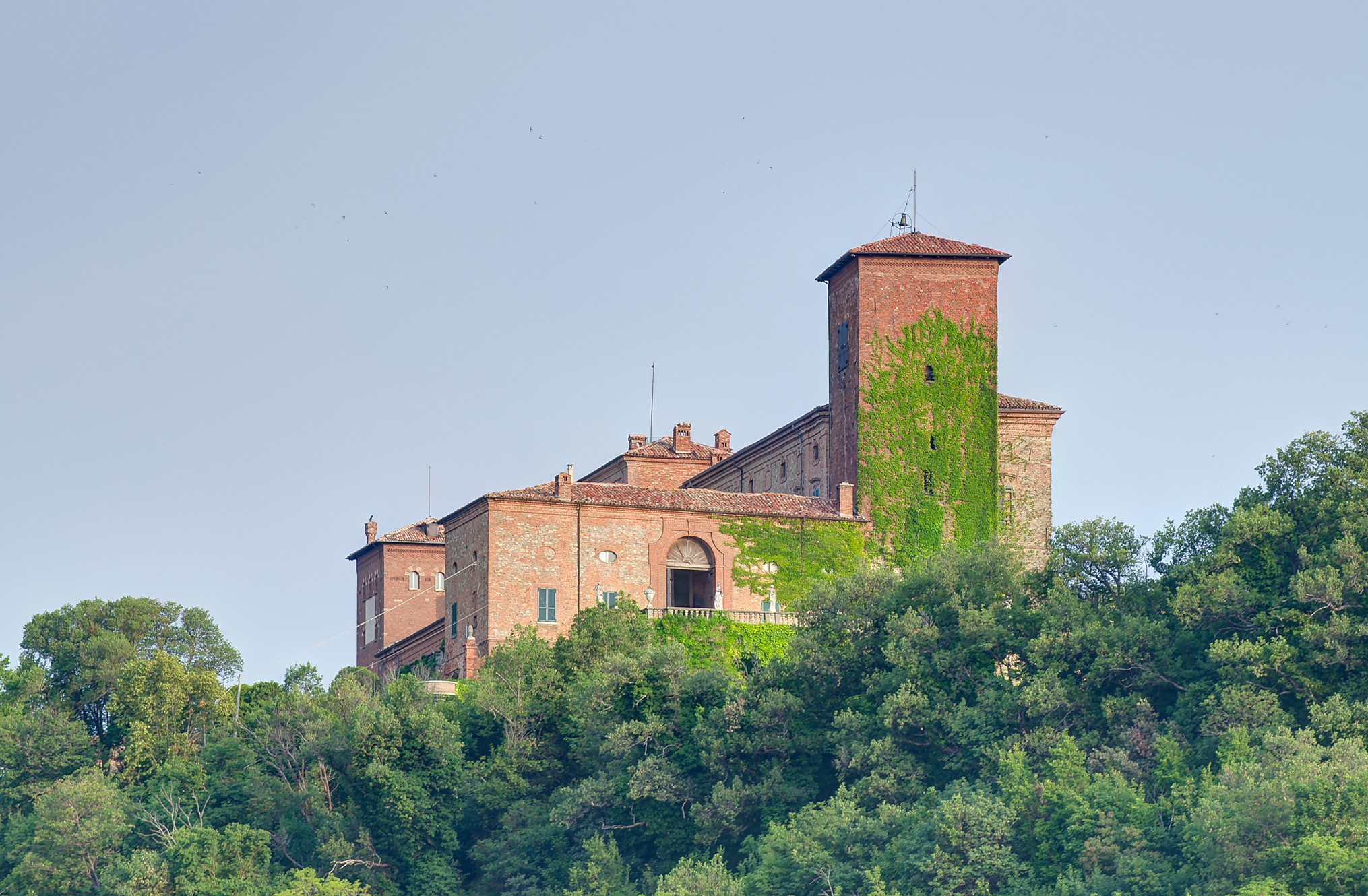
Castello di Montalto Pavese

### In Italia
- Casa Belcredi a Pavia
- Palazzo Belcredi a Pavia
- Castello di Montalto Pavese
- Castello di Mornico Losana
- Castello di Montù Berchielli
- Palazzo Belcredi Belloni di Golferenzo

### In Moravia
- Castello di Líšeň, nei pressi di Brno